# Scheuren Stream
Koordinaten: 77° 24′ S, 163° 39′ O
Der Scheuren Stream ist ein Schmelzwasserfluss 1,5 km westlich des Gneiss Point an der Scott-Küste des ostantarktischen Viktorialands. Er fließt von der Front des Wilson-Piedmont-Gletschers in nördlicher Richtung zur Bay of Sails.
Der Ingenieur Robert L. Nichols, der zwischen 1957 und 1958 im Auftrag der United States Navy in diesem Gebiet tätig war, benannte ihn nach seinem Chef, John Joseph Scheuren Jr. (1909–1995), Leiter des Ingenieurbüros Metcalf & Eddy aus Boston, Massachusetts.